# Кірікірі
Кірікірі — правитель (енсі) Ешнунни, правив на початку XX століття до н. е.

## Життєпис
Спадкував Нур-ахуму. Вимушений був визнати зверхність ісінського царя Шуілішу, внаслідок чого втратив титул лугаля, що було замінено на енсі — ознака підлеглості іншому правителю. Продовжив зміцнення політичної могутності Ешнунни. Розширив територію міста. Реорганізував армію, створив добірний загін — так звану «царську гвардію», що повністю була на постачанні у правителя. Мабуть, вступив в союз з еламітами й амореями, тому його царювання було досить мирним.
Правив близько 9 років. Йому спадкував Білалама.